# Marco Padalino
Marco Padalino (Lugano, 1983. december 8. –) svájci labdarúgó, aki jelenleg az olasz U.C. Sampdoria középpályása.

## Pályafutása
Sportkarrierje első éveiben, 2002-ben és 2003-ban svájci egyesületekben játszott, az FC Lugano-ban, valamint az FC Malcantone Agno-ban. 2004-ben igazolt Olaszországba, azóta megfordult az Calcio Catania, a Piacenza Calcio, valamint 2008-óta a U.C. Sampdoria klubcsapataiban is.

## Válogatott
A felnőtt válogatottban 2009. február 11-én mutatkozott be a bolgár válogatott elleni barátságos mérkőzésen.
Tagja a 2010-es labdarúgó-világbajnokságra kijutó svájci válogatottnak.
| #  | Dátum               | Helyszín | Ellenfél    | Gólarány | Eredmény | Rendezvény   |
| -- | ------------------- | -------- | ----------- | -------- | -------- | ------------ |
| 1. | 2009. szeptember 5. | Bázel    | Görögország | 2–0      | Győzelem | vb-selejtező |

## Külső hivatkozások
- Adatlapja a weltfussball.de honlapján